# Jan Masaryk
Jan Masaryk, né le 14 septembre 1886 à Prague où il est mort le 10 mars 1948, est un homme politique et diplomate tchécoslovaque.
Démocrate convaincu, fils du premier président du pays, il participe au gouvernement d'union nationale après la Seconde Guerre mondiale. Peu de temps après le coup de Prague et la prise du pouvoir par les communistes, il est retrouvé mort à Prague sous les fenêtres du ministère des Affaires étrangères en mars 1948. La dernière enquête, en 2003, portant sur les circonstances peu claires de sa mort conclut à un assassinat.

## Biographie
Jan Garrigue Masaryk est né à Prague, où son père était professeur de philosophie. Il est le quatrième enfant de la famille Masaryk. Sa mère, Charlotte Garrigue Masaryk était américaine. Elle et son mari souhaitaient fonder un foyer qui soit à la fois libéral et intellectuel. Jan Masaryk a des résultats médiocres au lycée que n'améliore pas son placement dans une autre école.
Jan apparaît comme le « mouton noir » de la famille[réf. nécessaire]. Il fut un pauvre étudiant[réf. nécessaire], décrit comme ayant un tempérament agité et excité, tout en étant ouvert et doué pour la musique. Masaryk pensait que son fils ne pourrait pas gagner sa vie grâce à ses talents de pianiste lorsqu'il l'a envoyé aux États-Unis en 1904 avec 100 $ en poche. Il y est accueilli par les sœurs de sa mère et un ami de son père, partisan passionné de l'idée d'une Tchécoslovaquie indépendante, l'homme d'affaires Charles Crane. Ce dernier joue un rôle majeur, en 1918, pour seconder les efforts de Tomáš Garrigue Masaryk pour obtenir l'indépendance de la Tchécoslovaquie.
Jan Masaryk devint pianiste dans un cinéma de New York. Il travailla plus tard dans une fonderie de laiton dans le Connecticut appartenant à Crane, parmi les nombreux autres petits boulots qu'il a exercés pendant cette décennie à l'étranger. De nature instable, il se retrouve dans un établissement psychiatrique pendant un certain temps.
Bien qu'amateur de jeux de hasard et de jolies femmes, J. Masaryk avait un côté sérieux. Lorsqu'il travailla à la fonderie, il s'occupait de cours d'alphabétisation de ses collègues qui venaient de différents pays d'Europe. Il a révélé plus tard que ce fut sa meilleure formation pour sa future carrière diplomatique.

### Première Guerre mondiale et fonctions au sein du ministère des Affaires étrangères
Masaryk retourna dans son pays natal au début de la Première Guerre mondiale. Il fut intégré à l'armée de terre austro-hongroise et servit en Pologne en tant que soldat de l'infanterie. Il termine la Grande Guerre avec le grade de lieutenant et une médaille d'argent pour la bravoure de seconde classe, bien qu'il n'ait, selon ses propres dires, jamais tiré un coup de feu.
Les tensions entre les nationalités dans cette région de l'Europe ont amorcé une série de changements politiques après la fin de la guerre. Relégués au rang de citoyens de seconde classe de l'Empire, les Tchèques et les Slovaques possédaient un fort sentiment anti-germanique. L'idée d'une nation séparée faisait grandement son chemin, projet pour lequel Tomáš Masaryk, son père, a joué un rôle décisif. Celui-ci est d'ailleurs président du nouveau pays en 1918.
Après la fondation de la Tchécoslovaquie, Jan Masaryk bénéficie de la « protection » de son père pour entrer au service du ministère des Affaires étrangères le 1er mars 1919. Il y est nommé à différents postes (d'abord chargé d'affaires à Washington D.C, membre de la délégation tchécoslovaque à Londres après 1921 puis secrétaire privé d'Edvard Beneš, autre personnage clé du mouvement dans le nouveau gouvernement). Jan Masaryk se maria pendant cette période, mais l'union avec Frances Crane Leatherbee, la fille de Charles Crane, prit fin en 1931.
En 1925, J. Masaryk est nommé ambassadeur en Grande-Bretagne et sa chancellerie de Grosvenor Square, et résidence, devinrent des lieux de rencontres de la communauté diplomatique internationale. J. Masaryk était une figure appréciée à Londres, connu pour son esprit, son érudition, mais aussi son talent de pianiste lors de fêtes. On disait de lui qu'il aimait raconter des histoires un peu osées. Il n'a cependant pas la tâche facile, car les Britanniques considèrent alors la République tchécoslovaque comme un État artificiel et instable. Comme son père, il s'oriente davantage vers l'Ouest que vers l'Est ; il rejette ainsi le mouvement panslave et considère la Russie bolchévique comme une menace pour la stabilité et à l'indépendance de la Tchécoslovaquie.

### Accords de Munich et occupation allemande
Tout au long des années 1930, Masaryk continua à faire la navette entre Londres et Prague et partait à l'occasion pour les États-Unis. Son père mourut en 1937 et cette disparition sembla lui insuffler un certain dévouement à l'égard d’Edvard Beneš, l'homme qui arriva à la présidence.
Lorsque le chancelier allemand Adolf Hitler voulut s'emparer des Sudètes, une conférence réunie en urgence se tint à Munich en présence des représentants des puissances de l'Europe de l'Ouest, mais ni Bénès ni Masaryk ne furent invités. On y décida d'appliquer une politique d'apaisement envers Hitler que Bénès essaya de combattre, mais dut accepter. Le 25 septembre 1938, Jan Masaryk avait ainsi remis à Chamberlain une note selon les instructions d'Edvard Beneš, qui tentait sans succès de renverser cette politique britannique d'apaisement.
Hitler fut autorisé à s'emparer des Sudètes en octobre 1938. Après les accords de Munich, Masaryk décida de démissionner en faisant une demande de mise à la retraite et partit pour les États-Unis le 30 décembre 1938. Moins de six mois plus tard, les troupes de la Wehrmacht étaient envoyées à Prague et l'État-nation indépendant que Tomáš Masaryk avait créé disparut. 
Après l'occupation de la Tchécoslovaquie le 15 mars 1939, Masaryk retourne à Londres pour devenir ministre des Affaires étrangères en exil en 1940. C'est alors qu'il participe aux émissions radiophoniques de la BBC, lancées le 8 septembre 1939, sous le nom de Ici Londres. Un an plus tôt, il avait lancé cet appel au lendemain des accords de Munich : « L'heure de la vérité a sonné, la lutte pour l'extermination du nazisme a commencé. Cette lutte, nous finirons par l'emporter et la vérité finira par triompher ». Ce mandat et son discours à la BBC peuvent être considérés comme l'apogée de sa carrière,.

### Après la guerre

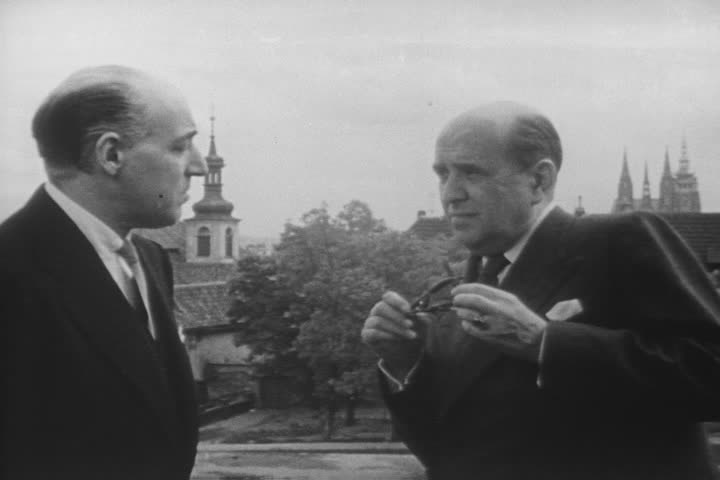
Jan Masaryk avec Laurence Steinhardt, l'ambassadeur des États-Unis en Tchécoslovaquie.

Masaryk est resté ministre des Affaires étrangères après la libération de la Tchécoslovaquie en tant que membre du gouvernement du Front national à partis multiples, dominé par les communistes. Tout comme Beneš, il espère alors naïvement que la République tchécoslovaque serait un « pont entre l'Est et l'Ouest ». Pour cette raison, dès le 21 mars 1945, dans une interview à Moscou avec Klement Gottwald, le chef du Parti communiste tchécoslovaque, il exprime sa loyauté et sa volonté d'adapter la politique étrangère à celle de l'URSS. En privé, après son retour de Moscou en juillet 1947, il déclare : « Je suis allé à Moscou en tant que ministre tchécoslovaque, mais je suis revenu en tant que chauffeur de Staline ».
Les communistes sous la direction de Klement Gottwald voient leur position renforcée après les élections de 1946 mais Masaryk demeure ministre des Affaires étrangères. Bien que soucieux de conserver l'amitié de l'Union soviétique, Masaryk est consterné par le veto que les communistes opposent à la participation tchécoslovaque au plan Marshall. Ses tentatives de conciliation avec le Parti communiste n'empêchent pas une tentative d'assassinat communiste contre lui et deux autres ministres en septembre 1947.
La Tchécoslovaquie soutient Israël en lui vendant des armes pendant la guerre israélo-arabe de 1948-1949. Les livraisons de la Tchécoslovaquie se sont avérées importantes pour l'établissement d'Israël. Masaryk a personnellement signé le premier contrat le 14 janvier 1948. Parce que Masaryk était considéré ayant le plus de sympathie pour les Juifs parmi les membres du gouvernement d'après-guerre, il lui est confié la tâche de « calmer les organisations juives à l'ouest » du fait des plans du gouvernement d'expulser la population allemande du pays, y compris les Juifs de langue allemande.
En février 1948, la majorité des membres du cabinet non communistes démissionnent, espérant forcer de nouvelles élections, mais à la place un gouvernement communiste avec Klement Gottwald est formé lors du coup de Prague au cours duquel après deux semaines de pressions intenses des communistes et des Soviétiques le président de la République tchécoslovaque, Edvard Beneš, cède le pouvoir aux staliniens et à leurs dirigeants. Masaryk demeure ministre des Affaires étrangères et est alors le seul ministre éminent du nouveau gouvernement qui ne soit ni communiste ni un compagnon de route. Des analystes modernes lui reprochent d'avoir soutenu Edvard Beneš et sa politique d'apaisement envers le Parti communiste et de ne pas avoir démissionné avec les autres ministres des partis démocratiques.

### Mort et enquêtes postérieures

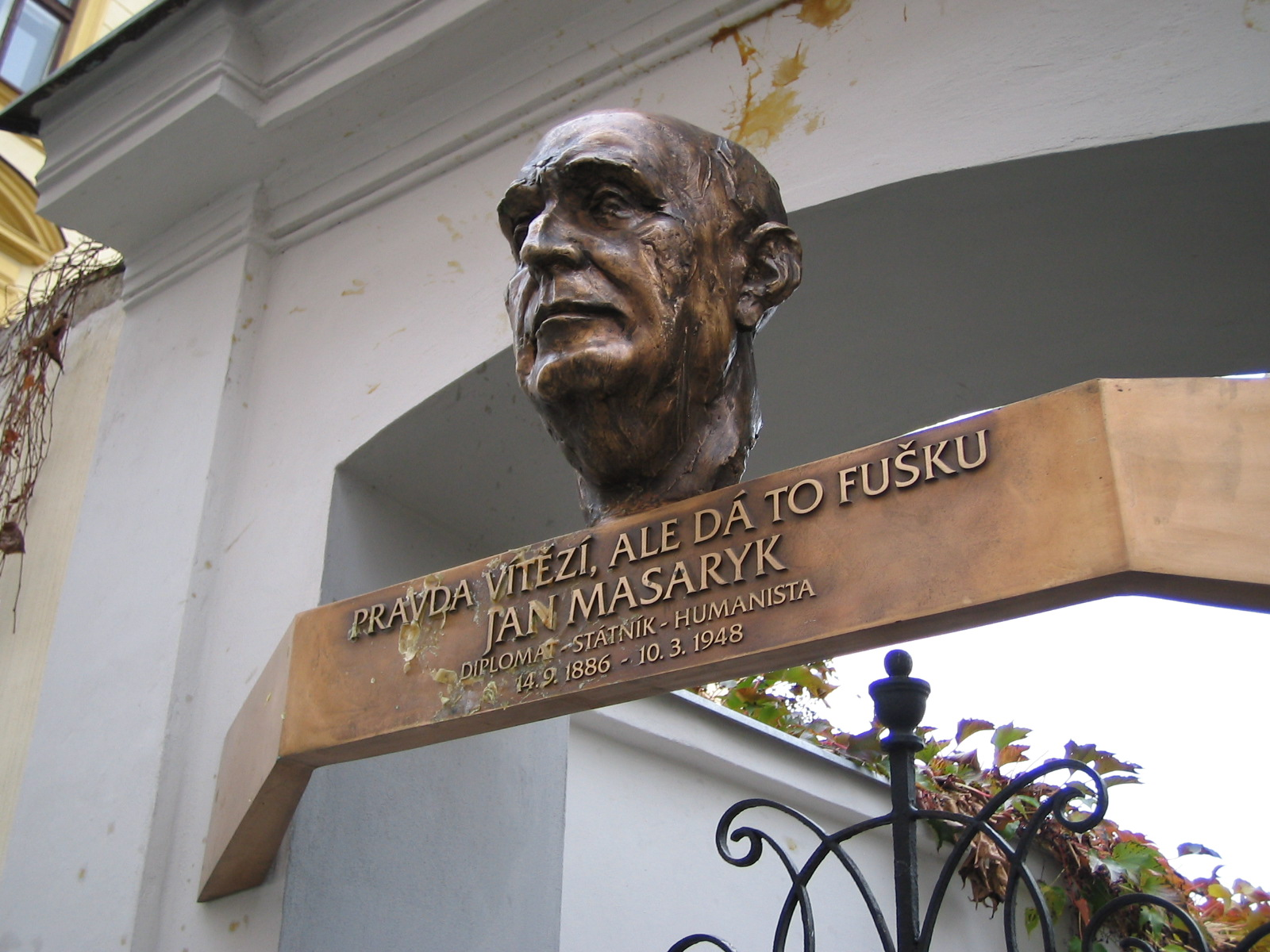
Plaque commémorative avec la citation de Masaryk « La vérité vaincra, mais c'est une corvée ». C'est une référence à la devise nationale du président de la République tchèque Pravda vítězí (« La vérité vaincra »).

Il est retrouvé mort à Prague sous les fenêtres du ministère des Affaires étrangères en mars 1948. La police conclut à un suicide alors que beaucoup croient à un assassinat politique à la suite du « coup de Prague », dans ce qui serait l'une des dernières défenestrations de Prague. À l'époque des faits, l'ambassadeur américain à Prague, Laurence Steinhardt, conclut également son rapport par la thèse du suicide.
En 1968, dans le cadre du printemps de Prague, une commission spéciale est créée pour enquêter sur le rôle des services spéciaux soviétiques dans cette affaire. 
En 2004, la police tchèque rouvre l'enquête et conclut à un assassinat. Plusieurs motifs ont été donnés à la volonté des communistes de faire disparaître Jan Masaryk, notamment la crainte que celui-ci puisse émigrer et ne crée une forte opposition à l'étranger avec le soutien international.
En 2006, le journaliste russe Leonid Parchine affirme que Jan Masaryk a été assassiné par un agent des services secrets soviétiques du nom de Michail Iljitch Bielkine.
Le Bureau de documentation et d'enquête sur les crimes du communisme a rouvert, en janvier 2025, l'enquête sur ce décès à la suite de nouveaux documents obtenus auprès des archives diplomatiques de la France, des États-Unis et de la Grande-Bretagne.
La place Jan-Masaryk à Suresnes, et l'allée Jan-Masaryk à Sevran, perpétuent sa mémoire.

## Media
- Jan Masaryk, Histoire d'une trahison, film allemand, tchèque et slovaque réalisé par Julius Sevcík en 2016.
- (cs) Michal Kolář et Pavel Kosatík, Jan Masaryk : pravdivý příběh, Mladá fronta, 1998 (ISBN 80-204-0736-7 et 978-80-204-0736-8, OCLC 41314282).